# Видео-конференција
Видео-конференција је повезивање појединаца и група преко телекомуникационих мрежа и видео-технологије тако да људи имају утисак истовременог присуствовања састанцима у облику живе видео-везе на монитору рачунара.

## Кратка историја
Прве видео-конференције било је могуће извести већ од настанка телевизора. Била су потребна само два међусобно спојена телевизора. НАСА је код првих летова у свемир користила две радио-фреквенције (UHF или VHF), по једну за сваки смер. Такве видео-конференције се и касније користе, на пример када се ТВ репортери јављају с удаљене локације.
Та техника била је врло скупа, а каснији покушаји преноса видео-садржаја користећи нормалну телефонску линију нису били успешни због разних техничких недостатака.
Осамдесетих година прошлог века, пренос видео-садржаја омогућен је преко дигиталне мреже као што је ИСДН који се од тада рапидно ширио светом.
’90-их година, технологија потребна за видео-конференције постаје лако доступна и по разумним ценама. Тада се већ и преко (интернет протокол)а могу преносити видео-конференције, а 1992. се на вебу појављују бесплатни програми као што су Нетмитинг, Виндоус лајв месенџер, Јаху! месенџер, Скајп и др. који омогућавају одржавање видео-конференција.

## Технологија
Основна технологија потребна за одржавање видео-конференција је процесорска јединица звана кодек (скраћеница од кодер-декодер). Кодек омогућава видео-конференцију преко телефонске линије. Његов задатак је двоструки. На предњој страни има улогу кодера, тј. узима аналогни видео-сигнал и кодира га (дигитализује и компресује). На пријемној страни има улогу декодера, тј. декомпресује улазни, аналогни сигнал, те га претвара у дигитализовани видео-сигнал. Квалитет преноса слике и звука увелико зависи од кодека, јер ради губитке приликом компресије излазног видео-сигнала и пропусности комуникационе линије. Последице спорог кодека или ниске пропусности комуникационе линије су испрекидана слика и кашњење звучног сигнала.
Остала опрема је:
Видео-улаз: видео-камера или веб-камера
Видео-излаз: монитор рачунара, телевизор или пројектор
Аудио-улаз: микрофон
Аудио-излаз: звучници
Преносник информација: аналогна или дигитална мрежа, ЛАН или интернет
У зависности од опреме, разликујемо две врсте видео-конференција:
1. Видео-конференције код којих се користи конзола с камером где конзола садржи контролни рачунар и кодек, а с конзолом су повезани микрофони, ТВ монитор са звучницима или видео-пројектор.
Постоји више врста опрема за извођење видео-конференција тог типа:
1. Видео-конференција за велику групу људи: опрема није преносива и скупља је јер се користи за велике просторије и аудиторијуме
2. Видео-конференција за мањи број људи: опрема може и не мора бити преносива, али је мања и јефтинија од претходне.
3. Видео-конференција за појединце: углавном преносива опрема, камере су фиксиране, микрофони и звучници су саставни делови конзоле.
2. Стона видео-конференција, где се обичном рачунару додају камера, звучници и микрофони, потребна је и комуникациона мрежа и кодек који се не појављује као засебан уређај, већ његову улогу преузима рачунар.
Стоне видео-конференције можемо применити у систему образовања, тј. при удаљеном учењу, за предавања, консултације, испитивање студената, рад студената у виртуелним тимовима и слично.
Основна карактеристика професионалних видео-конференција је уклањање јеке или AEC која се мора проверавати да не изазове додатне проблеме.
Вишелокациона или вишестрана видео-конференција се односи на комуникацију већег броја саговорника смештених на различитим локацијама. Вишестрана видео-конференција изводи се употребом посебног уређаја званог централни надзорни уређај или краће „мост“. Његов је задатак да долазеће позиве, односно стране, међусобно спаја, те да управља оним позивима који се накнадно желе укључити у конференцију. Ограничен је број страна које се могу истовремено видети на монитору. Постоје мостови за ИП и ИСДН видео-конференције, те мостови који су само софтвер или комбинација хардвера и софтвера.
Вишелокациона видео-конференција може бити могућа и без моста тако да стране директно деле видео и аудио садржаје техником H.323. Таква видео-конференција је боља јер је квалитет садржаја сачуван пошто не мора пролазити кроз централну тачку (мост) те корисници могу вршити позиве не бринући о доступности и контроли моста.

## Недостаци
Постоје одређени проблеми око којих се спори да спречавају видео-конференцијама да постану стандардни облик комуникације. Један од њих је, на пример, контакт очима који игра велику улогу у друштвеној комуникацији, а код видео-конференција ствара се погрешан утисак да саговорник избегава контакт очима. Но, сматра се да ће ти проблеми нестати са унапређењем технологије и навикавањем људи на видео-конференције.

## Утицаји видео-конференција
Постоје одређена предвиђања да би се ускоро могло развити видео-телефонирање које ће заменити садашњи облик телефонирања, но још ћемо видети да ли су људи то спремни прихватити.
Видео-конференције у школству такође могу бити корисне, поготову за географско изолована и економски угрожена подручја. Преко видео-конференција деца могу посетити друге делове света, посетити зоолошки врт, музеј, учити језик и слично.
У медицини такође могу бити корисне. Користећи их, пацијенти могу да контактирају с лекарима у хитним случајевима или да затраже дијагнозу ако су јако удаљени од болнице.
У пословном свету, видео-конференције омогућавају да појединци с удаљених локација могу присуствовати састанку или да могу посао обављати и од куће.